# Station Ancenis
Station Ancenis is een spoorwegstation in de gemeente Ancenis-Saint-Géréon in het Franse department Loire-Atlantique.